# Deep Purple in Concert
Deep Purple in Concert es un álbum en directo de archivo de Deep Purple, lanzado por Harvest en 1980.
Editado originalmente como LP doble, el álbum recoge las sesiones del "Mark II" para la BBC del 19 de febrero de 1970, y del 9 de marzo de 1972.
Para la sesión de 1970, Deep Purple fueron designados a último momento para ocupar el lugar de Joe Cocker, quien canceló sus respectivas sesiones para la emisora estatal londinense.
El DJ John Peel presentó las canciones según iban siendo interpretadas por la banda, mientras que las sesiones de 1972 cuentan con el DJ Mike Harding como presentador. Este álbum incluye la única versión en vivo conocida del tema "Never Before", además de una atípica versión de "Maybe I'm a Leo"; ambas canciones sustituyen la extensa y usual "Child in Time", como promoción del álbum "Machine Head", editado ese mismo mes de marzo de 1972, "Child in Time", no obstante, sí aparece en el disco uno.

## Lista de canciones
- Todos los temas de Blackmore, Gillan, Glover, Lord, Paice, salvo los indicados.

Disco 1, 1970
1. Speed King
2. Child in Time
3. Wring That Neck (Blackmore, Lord, Paice, Simper)
4. Mandrake Root (Blackmore, Evans, Lord)

Disco 2, 1972
1. Highway Star
2. Strange Kind of Woman
3. Maybe I'm a Leo
4. Never Before
5. Lazy
6. Space Truckin'
7. Smoke on the Water
8. Lucille (Albert Collins, Richard Penniman)

## Personal
- Ian Gillan - voz
- Ritchie Blackmore - guitarra
- Roger Glover - bajo
- Ian Paice - batería
- Jon Lord - órgano